# Gabriel DropOut
Gabriel DropOut (ガヴリールドロップアウト, Gavurīru Doroppuauto) é uma série de mangá escrita e ilustrada por Ukami. A série começou na revista Dengeki Daioh G, da ASCII Media Works em dezembro de 2013. Uma adaptação em anime pela Doga Kobo foi criada entre 9 de janeiro e 27 de março de 2017 e o mangá em inglês, foi lançado pela Yen Press.

## Sinopse
Ao concluir uma escola no céu, os anjos graduados são enviados para a Terra, onde devem aprender sobre os humanos e orientá-los para o caminho correto para se tornarem anjos verdadeiros. No entanto, Gabriel White Tenma, a maior anja da sua turma, torna-se viciada em videogames ao chegar na Terra e se transforma em uma preguiçosa completa. A história acompanha Gabriel, juntamente com os outros anjos e demônios que vieram à Terra, enquanto frequentam o ensino médio.

## Personagens
Gabriel White Tenma (天真・ガヴリール・ホワイト, Tenma Gavurīru Howaito) / Gab (ガヴ)
Seiyū: Miyu Tomita.
Conhecida também como Gab (ガヴ, Gabu). A melhor de sua classe, mas se transformou em uma preguiçosa depois de se tornar viciada em videogames. Ela é muitas vezes preguiçosa e desmotivada e ignora ou ataca qualquer um que tentasse mudá-la ou mandá-la. Ela também odeia Satânia, e a atacou fisicamente várias vezes, às vezes sem qualquer provocação na teoria ela e indicada como uma satanica.
Vignette April Tsukinose (月乃瀬・ヴィネット・エイプリル, Tsukinose Vinetto Eipuriru) / Vigne (ヴィーネ, Vīne)
Seiyū: Saori Ōnishi.
Conhecida também como Vigne (ヴィーネ, Vīne). É o oposto completo de Gabriel, ela é muito responsável e muitas vezes cuida de Gabriel, contrariamente ao seu papel real como um demônio.
Satanichia McDowell Kurumizawa (胡桃沢・サタニキア・マクドウェル, Kurumizawa Satanikia Makudoweru) / Satania (サターニャ, Satānya)
Seiyū: Naomi Ōzora.
Conhecida também como Satânia (サターニャ, Satānya). Uma demônio egoísta e malcriada que muitas vezes pensa em maneiras estranhas ou infantis de fazer travessuras, que geralmente terminam em fracasso. Ela não tem senso de gosto e muitas vezes é incomodada por Raphiel e um cão vira-lata; O que constantemente rouba seu amado pão de melão. Ela é freqüentemente intimidada ou humilhada por seus "amigos", e facilmente enganada pela sua incompetência.
Raphiel Ainsworth Shiraha (白羽・ラフィエル・エインズワース, Shiraha Rafieru Einzuwāsu) / Raphi (ラフィ, Rafi)
Seiyū: Kana Hanazawa.
Conhecida também como Raphy (ラ フ ィ Rafi). O segundo anjo melhor classificado na classe de Gabriel, que (apesar de ter um sorriso angélico constante) tornou-se uma perseguidora sádica ( Assediadora ) que se deleita em provocar e manipular Satania. Ela tem medo de sapos.
Tapris Sugarbell Chisaki (ル咲・タ・・/・ュガール, Chisaki Tapurisu Shugāberu) / Tap (タプ, Tapu)
Seiyū: Inori Minase.
Um anjo de classe baixa que admirava Gabriel na escola de anjos e presume que Satânia é a responsável por transformá-la em uma pateta. Ela também conhece Vignette e a chama de vigne - senpai ( sênior ) por sua bondade, mas, sabendo que ela é um demônio, desconfia dela.
Machiko (まち子)
Seiyū: Mai Fuchigami.
O presidente da classe na Terra de Gabriel, que não sabe que Gabriel é um anjo e muitas vezes acha suas ações desconcertantes.
Mestre (スター, Masutā)
Seiyū: Hideyuki Umezu.
O dono de uma cafeteria onde Gabriel trabalha por meio período. Ele costuma ficar perplexo com o comportamento de Gabriel, mas assume que é apenas porque ela é uma estrangeira.

## Mídia

### Mangá
Ukami começou a serialização do mangá na ASCII Media Works 's, shōnen mangá na revista Dengeki Daioh G em 27 de dezembro de 2013, onde foi publicado a cada dois meses. A partir de 28 de abril de 2014, a série mudou para publicação mensal. Foi publicado em quinze volumes compilados em 27 de setembro de 2024. A série foi licenciada em inglês pela Yen Press.

#### Volumes
| Num. | Data de publicação        | ISBN                   |
| ---- | ------------------------- | ---------------------- |
| 1    | 20 de dezembro de 2014    | ISBN 978-4-04-869061-4 |
| 2    | 27 de de novembro de 2015 | ISBN 978-4-04-865491-3 |
| 3    | 27 de maio de 2016        | ISBN 978-4-04-865927-7 |
| 4    | 10 de janeiro de 2017     | ISBN 978-4-04-892565-5 |
| 5    | 27 de setembro de 2017    | ISBN 978-4-04-893373-5 |
| 6    | 25 de maio de 2018        | ISBN 978-4-04-893843-3 |
| 7    | 22 de outubro de 2018     | ISBN 978-4-04-912235-0 |
| 8    | 26 de agosto de 2019      | ISBN 978-4-04-912702-7 |
| 9    | 25 de fevereiro de 2020   | ISBN 978-4-04-913035-5 |
| 10   | 27 de novembro de 2020    | ISBN 978-4-04-913513-8 |
| 11   | 27 de setembro de 2021    | ISBN 978-4-04-913976-1 |
| 12   | 27 de maio de 2022        | ISBN 978-4-04-914425-3 |
| 13   | 27 de dezembro de 2022    | ISBN 978-4-04-914767-4 |
| 14   | 27 de setembro de 2023    | ISBN 978-4-04-915268-5 |
| 15   | 27 de setembro de 2024    | ISBN 978-4-04-915991-2 |

### Anime
Uma adaptação em anime foi anunciada em julho de 2016 na revista Dengeki Daioh. O anime foi produzido pelo estúdio Doga kobo e dirigido por Masahiko Ohta, com Takashi Aoshima, roteirizando a série e Katsuhiro Kumagai desenhando os personagens. Sendo exibida de 9 de janeiro a 27 de março de 2017 no Japão, e foi exibida na Crunchyroll. A abertura é Gabriel Dropkick (ガヴリールドロップキック, Gavurīru Doroppukikku) e seu encerramento é Hallelujah Essaim (ハレルヤ☆エッサイム, Hareruya Essaimu) ambos são interpretados por Miyu Tomita ( Gabriel ), Saori Ōnishi ( Vignette ), Naomi Ōzora ( Satanichia ) e Kana Hanazawa ( Raphiel ). O anime tem 12 episódios que se publicados em Blu-ray/DVD de quatro episódios cada um e no Crunchyroll. Dois OVAs foram publicados com o primeiro e terceiro volume Blu-ray/DVD, sendo publicados em 24 de março de 2017 e em 24 de maio de 2017 respectivamente.